# Звания, чины и ранги Украины
До утверждения собственных систем званий, чинов, рангов на Украине существовали дипломатические ранги, классные чины прокуратуры, воинские звания, специальные звания органов внутренних дел и таможенных органов, введённые в СССР.

## Ранги госслужащих
Законом Украины от 16 декабря 1993 г. № 3723-XII «О государственной службе» (утратил силу Законом Украины от 10 декабря 2015 г. № 889-VIII) установлены ранги государственных служащих:
- 1 ранг государственного служащего
- 2 ранг государственного служащего
- 3 ранг государственного служащего
- 4 ранг государственного служащего
- 5 ранг государственного служащего
- 6 ранг государственного служащего
- 7 ранг государственного служащего
- 8 ранг государственного служащего
- 9 ранг государственного служащего
- 10 ранг государственного служащего
- 11 ранг государственного служащего
- 12 ранг государственного служащего
- 13 ранг государственного служащего
- 14 ранг государственного служащего
- 15 ранг государственного служащего

Законом Украины от 10 декабря 2015 г. № 889-VIII «О государственной службе» установлены ранги государственных служащих:
- 1 ранг государственного служащего
- 2 ранг государственного служащего
- 3 ранг государственного служащего
- 4 ранг государственного служащего
- 5 ранг государственного служащего
- 6 ранг государственного служащего
- 7 ранг государственного служащего
- 8 ранг государственного служащего
- 9 ранг государственного служащего

## Квалификационные классы судей
Законом Украины от 15 декабря 1992 г. № 2862-XII «О статусе судей», Законом Украины от 2 февраля 1994 г. № 3911-XII «О квалификационных комиссиях, квалификационной аттестации и дисциплинарной ответственности судей судов Украины» и Законом Украины от 7 февраля 2002 г. № 3018-III «О судоустройстве Украины» (утратил силу Законом Украины от 7 июля 2010 г. № 2453-VI) установлены квалификационные классы судей:
- высший квалификационный класс
- первый квалификационный класс
- второй квалификационный класс
- третий квалификационный класс
- четвёртый квалификационный класс
- пятый квалификационный класс

## Дипломатические ранги
Постановлением Верховной Рады Украины от 31 января 1992 г. № 2084-XII «О дипломатических рангах Украины», Законом Украины от 20 сентября 2001 г. № 2728-III «О дипломатической службе», Законом Украины от 28 ноября 2002 г. № 253-IV «О дипломатических рангах Украины» и Законом Украины от 11 января 2011 г. № 2911-VI "О внесении изменений в Закон Украины «О дипломатической службе» (утратил силу Законом Украины от 7 июня 2018 г. № 2449-VIII) установлены дипломатические ранги:
- Чрезвычайный и Полномочный Посол
- Чрезвычайный и Полномочный Посланник первого класса
- Чрезвычайный и Полномочный Посланник второго класса
- советник первого класса
- советник второго класса
- первый секретарь первого класса
- первый секретарь второго класса
- второй секретарь первого класса
- второй секретарь второго класса
- третий секретарь
- атташе

Законом Украины от 7 июня 2018 г. № 2449-VIII «О дипломатической службе» установлены дипломатические ранги:
- Чрезвычайный и Полномочный Посол
- Чрезвычайный и Полномочный Посланник первого класса
- Чрезвычайный и Полномочный Посланник второго класса
- советник первого класса
- советник второго класса
- первый секретарь
- второй секретарь
- третий секретарь
- атташе

## Классные чины прокуратуры (до 2014 года)
Положением о классных чинах работников органов прокуратуры Украины, утверждённым постановлением Верховной Рады Украины от 6 ноября 1991 г. № 1795-XII «Об утверждении Положения о классных чинах работников органов прокуратуры Украины» (утратило силу Законом Украины от 19 сентября 2019 г. № 113-IX), установлены классные чины работников органов прокуратуры:
| Погоны       |                |                |                |                          |                  |                          |                                           |                                           |                                           |                                          |
| Классный чин | Юрист 3 класса | Юрист 2 класса | Юрист 1 класса | Младший советник юстиции | Советник юстиции | Старший советник юстиции | Государственный советник юстиции 3 класса | Государственный советник юстиции 2 класса | Государственный советник юстиции 1 класса | Государственный советник юстиции Украины |

В процессе реформирования прокуратуры Украины, который начался после 2014 года, чины и форму прокуроров отменили.

## Воинские звания
Законом Украины от 25 марта 1992 г. № 2232-XII «О всеобщей воинской обязанности и военной службе» установлены воинские звания:

### Текущий вариант
Современный дизайн ВСУ погон был утверждён Президентом Украины 4 июля 2016 года.
Форма погон  - углом вверх, использовалась в армии Украинской Народной Республики и Украинской Галицкой Армии, а четырехугольные звезды (равноугольные ромбы) на них основаны на звёздах погон принятых в Украинской державе.
30 июня 2020 года был изменён внешний вид погон для генералов и адмиралов. Зубчатый знак был перенесён на петлицы (аналогично исторической форме сечевых стрельцов в 1918 году), а вместо него на погонах стали изображать скрещенные булавы.
В 2021 году были изменены и добавлены воинские звания генеральского состава: Бригадный генерал, генерал-лейтенант, генерал армии Украины - генерал. Генерал-полковник как переходное звание (после 01.10.2020 не присваивается) получил отдельный погон с четырьмя «звездами», расположенными ромбом.

#### Армейские и корабельные
|                   |                   |                |                              |                    |                        |                        |                   |                   |        |
| Генерал           | Генерал-лейтенант | Генерал-майор  | Бригадный генерал            | Полковник          | Подполковник           | Майор                  | Капитан           | Старший лейтенант |        |
|                   |                   |                |                              |                    |                        |                        |                   |                   |        |
| Лейтенант         | Младший лейтенант | Мастер-сержант | Штаб-сержант                 | Главный сержант    | Старший сержант        | Сержант                | Младший сержант   | Старший солдат    | Солдат |
|                   |                   |                |                              |                    |                        |                        |                   |                   |        |
| Адмирал           | Вице-адмирал      | Контр-адмирал  | Капитан 1-го ранга           | Капитан 2-го ранга | Капитан 3-го ранга     | Капитан-лейтенант      | Старший лейтенант | Лейтенант         |        |
|                   |                   |                |                              |                    |                        |                        |                   |                   |        |
| Младший лейтенант | Мастер-старшина   | Штаб- старшина | Главный корабельный старшина | Главный старшина   | Старшина первой статьи | Старшина второй статьи | Старший матрос    | Матрос            |        |

После 1 октября 2020 года были отменены воинские звания прапорщик, старший прапорщик, мичман, старший мичман;
Появятся новые звания — рекрут, штаб-сержант (штаб-старшина в ВМС), мастер-сержант и главный мастер-сержант (аналоги на флоте — старший мастер-старшина, главный мастер-старшина)

### Звания 1992—2016
| Армейские звания | Армейские звания      | Корабельные звания | Корабельные звания | Корабельные звания |
| Погон            | Звание                | Погон              | Звание             | Нарукавный знак    |
| ---------------- | --------------------- | ------------------ | ------------------ | ------------------ |
|                  | Генерал армии Украины | -                  | -                  | -                  |
|                  | Генерал-полковник     |                    | Адмирал            |                    |
|                  | Генерал-лейтенант     |                    | Вице-адмирал       |                    |
|                  | Генерал-майор         |                    | Контр-адмирал      |                    |

| Армейские звания          | Армейские звания          | Корабельные звания        | Корабельные звания        | Корабельные звания        |
| Погон                     | Звание                    | Погон                     | Звание                    | Нарукавный знак           |
| Старший офицерский состав | Старший офицерский состав | Старший офицерский состав | Старший офицерский состав | Старший офицерский состав |
| ------------------------- | ------------------------- | ------------------------- | ------------------------- | ------------------------- |
|                           | Полковник                 |                           | Капитан 1-го ранга        |                           |
|                           | Подполковник              |                           | Капитан 2-го ранга        |                           |
|                           | Майор                     |                           | Капитан 3-го ранга        |                           |
|                           | Младший офицерский состав |                           |                           |                           |
|                           | Капитан                   |                           | Капитан-лейтенант         |                           |
|                           | Старший лейтенант         |                           | Старший лейтенант         |                           |
|                           | Лейтенант                 |                           | Лейтенант                 |                           |
|                           | Младший лейтенант         |                           | Младший лейтенант         |                           |

| Армейские звания              | Армейские звания              | Корабельные звания            | Корабельные звания            | Корабельные звания            |
| Погон                         | Звание                        | Погон                         | Звание                        |                               |
| Сержантско-старшинский состав | Сержантско-старшинский состав | Сержантско-старшинский состав | Сержантско-старшинский состав | Сержантско-старшинский состав |
| ----------------------------- | ----------------------------- | ----------------------------- | ----------------------------- | ----------------------------- |
|                               | Старший прапорщик             |                               | Старший мичман                |                               |
|                               | Прапорщик                     |                               | Мичман                        |                               |
|                               | Старшина                      |                               | Главный корабельный старшина  |                               |
|                               | Старший сержант               |                               | Главный старшина              |                               |
|                               | Сержант                       |                               | Старшина 1-й статьи           |                               |
|                               | Младший сержант               |                               | Старшина 2-й статьи           |                               |
|                               | Рядовой состав                |                               |                               |                               |
|                               | Старший солдат                |                               | Старший матрос                |                               |
|                               | Солдат                        |                               | Матрос                        |                               |

#### Новые экспериментальные знаки 2009
Первый выпуск Учебного центра сержантского состава Вооружённых сил Украины в Харькове одновременно стали первыми профессиональными сержантами, которые получили принципиально новые знаки различия на погонах.
| Новые знаки различия сухопутных войск и воздушных сил Украины | Новые знаки различия ВМС Украины |
| ------------------------------------------------------------- | -------------------------------- |
|                                                               |                                  |

Это нововведение направлено на приближение к стандартам НАТО. До 2009 года украинские военнослужащие использовали военные знаки различия советской модели. Новая система знаков различия делает возможным введение новых рангов, таких как бригадный генерал и новые типы сержантов. Новые погоны генералов имеют скрещённые булавы, которые были клейнодами (регалиями) гетмана, полковников и Кошевого атамана.
Эти экспериментальные знаки различия не получили широкого распространения и были достаточно быстро забыты. К 2015 году Вооружённые силы продолжали использовать знаки различия и систему рангов советского стиля.

### Национальная гвардия
Положением о порядке комплектования, военного, материально-технического и финансового обеспечения Национальной гвардии Украины, утверждённым постановлением Верховной Рады Украины от 4 ноября 1991 г. № 1776-XII «О порядке комплектования, военного, материально-технического и финансового обеспечения Национальной гвардии Украины» установлены воинские звания лицам, которые пребывают на службе в Национальной гвардии:
Высший офицерский состав
- генерал-лейтенант гвардии
- генерал-майор гвардии

Старший офицерский состав
- полковник гвардии
- подполковник гвардии
- майор гвардии

Младший офицерский состав
- капитан гвардии
- старший лейтенант гвардии
- лейтенант гвардии
- младший лейтенант гвардии

Состав прапорщиков
- Главный мастер-сержант гвардии
- Старший мастер-сержант гвардии
- Мастер-сержант гвардии
- Штаб-сержант гвардии

Сержантский состав
- Главный сержант гвардии
- старший сержант гвардии
- сержант гвардии
- младший сержант гвардии

Солдатский состав
- старший солдат гвардии
- солдат гвардии

Законом Украины от 11 января 2000 г. № 1363-XIV «О расформировании Национальной гвардии Украины» Национальная гвардия Украины как воинское формирование расформирована.

В связи с военными действиями на территории Украины весной 2014 г. Национальная гвардия Украины была заново сформирована на базе внутренних войск Украины, но в ней стали присваиваться те же воинские звания, что и в Вооруженных Силах Украины.

### Пограничная служба
Законом Украины от 4 ноября 1991 № 1779-XII «О Пограничных войсках Украины» было определено, что  Лица, проходящие службу в Пограничных войсках Украины, являются военнослужащими, принимают присягу на верность Украине, имеют единые для Вооруженных Сил Украины военные звания и знаки различия. Форменная одежда военнослужащих Пограничных войск Украины утверждается Кабинетом Министров Украины по представлению Государственного комитета по делам охраны государственной границы Украины.
Законом Украины от 3 апреля 2004 № 661-IV «О Государственной пограничной службе Украины» было определено, что  Комплектование Государственной пограничной службы Украины военнослужащими и прохождение ими военной службы осуществляются на основании Закона Украины «О воинской обязанности и военной службе».

### Служба безопасности
Законом Украины от 25 марта 1992 № 2229-XII «О Службе безопасности Украины» определено, что «Военнослужащие Службы безопасности Украины имеют право на ношение военной формы одежды со знаками различия, образцы которых утверждаются в соответствии с Законом Украины „О воинской обязанности“ и военной службе».

## Специальные звания

### Налоговая служба
Положением о специальных званиях должностных лиц государственных налоговых инспекций, утвержденным постановлением Кабинета Министров Украины от 5 октября 1992 г. № 559 «Вопросы государственной налоговой службы в Украине» установлены персональные звания работников государственных налоговых инспекций:
- главный государственный советник налоговой службы
- государственный советник налоговой службы I ранга
- государственный советник налоговой службы II ранга
- государственный советник налоговой службы III ранга
- советник налоговой службы I ранга
- советник налоговой службы II ранга
- советник налоговой службы III ранга
- инспектор налоговой службы I ранга
- инспектор налоговой службы II ранга
- инспектор налоговой службы III ранга

Законом Украины от 24 декабря 1993 г. № 3813-XII "О внесении изменений и дополнений в Закон Украины «О государственной налоговой службе в Украине» и Законом Украины от 5 июля 2012 г. № 5083-VI «О внесении изменений в Налоговый кодекс Украины относительно государственной налоговой службы и в связи с проведением административной реформы в Украине» (Законом Украины от 4 июля 2013 г. № 404-VII изложен в новой редакции) установлены специальные звания должностных лиц органов государственной налоговой службы:
- главный государственный советник налоговой службы
- государственный советник налоговой службы I ранга
- государственный советник налоговой службы II ранга
- государственный советник налоговой службы III ранга
- советник налоговой службы I ранга
- советник налоговой службы II ранга
- советник налоговой службы III ранга
- инспектор налоговой службы I ранга
- инспектор налоговой службы II ранга
- инспектор налоговой службы III ранга

Законом Украины от 4 июля 2013 г. № 404-VII «О внесении изменений в Налоговый кодекс Украины в связи с проведением административной реформы» установлены специальные звания должностных лиц контролирующих органов:
- главный государственный советник налогового и таможенного дела
- государственный советник налогового и таможенного дела I ранга
- государственный советник налогового и таможенного дела II ранга
- государственный советник налогового и таможенного дела III ранга
- советник налогового и таможенного дела I ранга
- советник налогового и таможенного дела II ранга
- советник налогового и таможенного дела III ранга
- инспектор налогового и таможенного дела I ранга
- инспектор налогового и таможенного дела II ранга
- инспектор налогового и таможенного дела III ранга
- инспектор налогового и таможенного дела IV ранга
- младший инспектор налогового и таможенного дела

### Таможенная служба
Постановлением Верховной Рады Украины от 5 февраля 1992 г. № 2099-XII «О персональных званиях государственной таможенной службы Украины» (утратило силу на основании Таможенного кодекса Украины от 11 июля 2002 г. № 92-IV) установлены персональные звания государственной таможенной службы Украины:
- Действительный государственный советник таможенной службы[15]
- Государственный советник таможенной службы 1 ранга
- Государственный советник таможенной службы 2 ранга
- Государственный советник таможенной службы 3 ранга
- советник таможенной службы 1 ранга
- советник таможенной службы 2 ранга
- советник таможенной службы 3 ранга
- инспектор таможенной службы 1 ранга
- инспектор таможенной службы 2 ранга
- инспектор таможенной службы 3 ранга

Таможенным кодексом Украины от 11 июля 2002 г. № 92-IV (вступил в силу с 1 января 2004 г.) (утратил силу на основании Таможенного кодекса Украины от 13 марта 2012 г. № 4495-VI) установлены специальные звания должностных лиц таможенной службы Украины:
- действительный государственный советник таможенной службы
- государственный советник таможенной службы 1 ранга
- государственный советник таможенной службы 2 ранга
- государственный советник таможенной службы 3 ранга
- советник таможенной службы 1 ранга
- советник таможенной службы 2 ранга
- советник таможенной службы 3 ранга
- инспектор таможенной службы 1 ранга
- инспектор таможенной службы 2 ранга
- инспектор таможенной службы 3 ранга
- инспектор таможенной службы 4 ранга
- инспектор таможенной службы
- младший инспектор таможенной службы
- курсант

Таможенным кодексом Украины от 13 марта 2012 г. № 4495-VI (вступил в силу с 1 июня 2012 г.) (Законом Украины от 4 июля 2013 г. № 405-VII изложен в новой редакции) установлены специальные звания таможенной службы Украины:
- действительный государственный советник таможенной службы
- государственный советник таможенной службы 1 ранга
- государственный советник таможенной службы 2 ранга
- государственный советник таможенной службы 3 ранга
- советник таможенной службы 1 ранга
- советник таможенной службы 2 ранга
- советник таможенной службы 3 ранга
- инспектор таможенной службы 1 ранга
- инспектор таможенной службы 2 ранга
- инспектор таможенной службы 3 ранга
- инспектор таможенной службы 4 ранга
- инспектор таможенной службы
- младший инспектор таможенной службы

Законом Украины от 4 июля 2013 г. № 405-VII «О внесении изменений в Таможенный кодекс Украины в связи с проведением административной реформы» установлены специальные звания должностных лиц органов доходов и сборов:
- главный государственный советник налогового и таможенного дела
- государственный советник налогового и таможенного дела I ранга
- государственный советник налогового и таможенного дела II ранга
- государственный советник налогового и таможенного дела III ранга
- советник налогового и таможенного дела I ранга
- советник налогового и таможенного дела II ранга
- советник налогового и таможенного дела III ранга
- инспектор налогового и таможенного дела I ранга
- инспектор налогового и таможенного дела II ранга
- инспектор налогового и таможенного дела III ранга
- инспектор налогового и таможенного дела IV ранга
- младший инспектор налогового и таможенного дела

### Органы внутренних дел

#### Милиция (1992—2015)
В 1992 г. была предпринята попытка введения новых знаков различия МВД, которая не получила широкого распространения.
В середине 1990-х гг. была предпринята новая попытка отойти от советской системы знаков различия и ввести новые («европейского образца») в системе МВД при сохранении системы званий, однако, за исключением Киева, они не получили распространения и были вскоре упразднены.
Постановлением Верховной Рады Украины от 22 апреля 1993 г. № 3135-XII «О специальных званиях, форменной одежде и знаках различия в органах внутренних дел Украины» установлены специальные звания для лиц начальствующего и рядового состава органов внутренних дел:
|        | Курсанты | Рядовые         | Младшие офицеры         | Младшие офицеры | Младшие офицеры         | Младшие офицеры  | Младшие офицеры   | Младшие офицеры           |
| ------ | -------- | --------------- | ----------------------- | --------------- | ----------------------- | ---------------- | ----------------- | ------------------------- |
| Погон  |          |                 |                         |                 |                         |                  |                   |                           |
| Звание | Курсант  | Рядовой милиции | Младший сержант милиции | Сержант милиции | Старший сержант милиции | Старшина милиции | Прапорщик милиции | Старший прапорщик милиции |

|        | Средние офицеры           | Средние офицеры   | Средние офицеры           | Средние офицеры | Старшие офицеры | Старшие офицеры      | Старшие офицеры   | Высшие офицеры        | Высшие офицеры            | Высшие офицеры            | Высшие офицеры |
| ------ | ------------------------- | ----------------- | ------------------------- | --------------- | --------------- | -------------------- | ----------------- | --------------------- | ------------------------- | ------------------------- | -------------- |
| Погон  |                           |                   |                           |                 |                 |                      |                   |                       |                           |                           |                |
| Звание | Младший лейтенант милиции | Лейтенант милиции | Старший лейтенант милиции | Капитан милиции | Майор милиции   | Подполковник милиции | Полковник милиции | Генерал-майор милиции | Генерал-лейтенант милиции | Генерал-полковник милиции |                |

#### Полиция (с 2015)
23 сентября 2014 было объявлено, что в ходе реформы МВД милиция будет преобразована в «Национальную полицию».
7 ноября 2015 года, на Украине вступил в силу закон «О Национальной полиции» и Положение о Национальной полиции, утверждённое постановлением Кабинета министров Украины от 28 октября 2015 года. Согласно Закону Украины от 2 июля 2015 г. № 580-VIII «О Национальной полиции» были изменены и звания сотрудников органов внутренних дел.
|        | Младший состав  | Младший состав | Младший состав  | Младший состав          | Средний состав            | Средний состав    | Средний состав            | Средний состав  |
| ------ | --------------- | -------------- | --------------- | ----------------------- | ------------------------- | ----------------- | ------------------------- | --------------- |
| Погон  |                 |                |                 |                         |                           |                   |                           |                 |
| Звание | Рядовой полиции | Капрал полиции | Сержант полиции | Старший сержант полиции | Младший лейтенант полиции | Лейтенант полиции | Старший лейтенант полиции | Капитан полиции |

|        | Старший состав | Старший состав       | Старший состав    | Высший состав                  | Высший состав                 | Высший состав                 |
| ------ | -------------- | -------------------- | ----------------- | ------------------------------ | ----------------------------- | ----------------------------- |
| Погон  |                |                      |                   |                                |                               |                               |
| Звание | Майор полиции  | Подполковник полиции | Полковник полиции | Генерал полиции третьего ранга | Генерал полиции второго ранга | Генерал полиции первого ранга |

#### Внутренняя служба
Специальные звания внутренней службы предусмотрены Постановлением Верховной Рады Украины от 22 апреля 1993 г. № 3135-XII «О специальных званиях, форменной одежде и знаках различия в органах внутренних дел Украины» и Постановлением Кабинета Министров Украинской ССР «О Положении о порядке прохождения службы рядовым и начальствующим составом органов внутренних дел» от 29 июля 1991 г. № 114.
Согласно Постановлению Верховной Рады Украины от 22 апреля 1993 г. № 3135-XII «О специальных званиях, форменной одежде и знаках различия в органах внутренних дел Украины»
начальствующий и рядовой состав внутренней службы носит форму одежды, погоны и другие знаки различия, установленные для соответствующих категорий военнослужащих Вооруженных Сил Украины в порядке, определенном Министерством внутренних дел Украины по согласованию с Министерством обороны Украины. Специальное отличие генерала внутренней службы Украины устанавливается Президентом Украины.
Ранее присваивались:
- Министру внутренних дел Украины (генерал внутренней службы Украины) — как наивысшее специальное звание в системе органов внутренних дел
- рядовому и начальствующему составу системы исправительно-трудовых учреждений и следственных изоляторов ГУИН МВД Украины (до 1999 г.);
- рядовому и начальствующему составу органов и подразделений Государственной пожарной охраны МВД Украины (с 1991 по 2003 гг.)
- рядовому и начальствующему составу органов и подразделений МЧС Украины (с 2003 по 2008 гг.)
- рядовому и начальствующему составу Государственной фельдъегерской службы — (с 1991 по конец 2015 гг.)

Присваиваются по состоянию на 1 января 2016 г.
- рядовому и начальствующему составу системы исполнения наказаний (Государственной пенитенциарной службы Украины) — с 1999 г.

Высший начальствующий состав
- генерал внутренней службы Украины
- генерал-полковник внутренней службы
- генерал-лейтенант внутренней службы
- генерал-майор внутренней службы

Старший начальствующий состав
- полковник внутренней службы
- подполковник внутренней службы
- майор внутренней службы

Средний начальствующий состав
- капитан внутренней службы
- старший лейтенант внутренней службы
- лейтенант внутренней службы
- младший лейтенант внутренней службы

Младший начальствующий состав
- старший прапорщик внутренней службы
- прапорщик внутренней службы
- старшина внутренней службы
- старший сержант внутренней службы
- сержант внутренней службы
- младший сержант внутренней службы

Рядовой состав
- рядовой внутренней службы

### Налоговая милиция
Законом Украины от 5 февраля 1998 г. № 83/98-ВР «О внесении изменений в Закон Украины „О государственной налоговой службе на Украине“» (утратил силу на основании Закона Украины от 5 июля 2012 г. № 5083-VI) установлены специальные звания лицам, которые приняты на службу в налоговую милицию на должности начальствующего состава:
Высший начальствующий состав
- генерал-лейтенант налоговой милиции
- генерал-майор налоговой милиции

Старший начальствующий состав
- полковник налоговой милиции
- подполковник налоговой милиции
- майор налоговой милиции

Средний начальствующий состав
- капитан налоговой милиции
- старший лейтенант налоговой милиции
- лейтенант налоговой милиции

Младший начальствующий состав
- старший прапорщик налоговой милиции
- прапорщик налоговой милиции

Законом Украины от 14 апреля 2009 г. № 1249-VI «О внесении изменений в некоторые законы Украины относительно совершенствования структуры и функционирования налоговой милиции и социальной защите её работников» установлено специальное звание генерал-полковник налоговой милиции.
Законом Украины от 5 июля 2012 г. № 5083-VI «О внесении изменений в Налоговый кодекс Украины относительно государственной налоговой службы и в связи с проведением административной реформы на Украине» установлены специальные звания лицам, которые приняты на службу в налоговую милицию на должности начальствующего и рядового состава:
Высший начальствующий состав
- генерал-полковник налоговой милиции
- генерал-лейтенант налоговой милиции
- генерал-майор налоговой милиции

Старший начальствующий состав
- полковник налоговой милиции
- подполковник налоговой милиции
- майор налоговой милиции

Средний начальствующий состав
- капитан налоговой милиции
- старший лейтенант налоговой милиции
- лейтенант налоговой милиции

Младший начальствующий состав
- старший прапорщик налоговой милиции
- прапорщик налоговой милиции

 Рядовой состав
- рядовой налоговой милиции

### Государственная уголовно-исполнительная служба
Законом Украины от 23 июня 2005 г. № 2713-IV «О Государственной уголовно-исполнительной службе Украины» установлены специальные звания лиц начальствующего и рядового состава уголовно-исполнительной службы:
Высший начальствующий состав
- генерал-полковник внутренней службы
- генерал-лейтенант внутренней службы
- генерал-майор внутренней службы

Старший начальствующий состав
- полковник внутренней службы
- подполковник внутренней службы
- майор внутренней службы

Средний начальствующий состав
- капитан внутренней службы
- старший лейтенант внутренней службы
- лейтенант внутренней службы
- младший лейтенант внутренней службы

Младший начальствующий состав
- старший прапорщик внутренней службы
- прапорщик внутренней службы
- старшина внутренней службы
- старший сержант внутренней службы
- сержант внутренней службы
- младший сержант внутренней службы

Рядовой состав
- рядовой внутренней службы

### Служба гражданской защиты
Кабинет министров Украины 14 февраля 2018 года утвердил Постановление под № 81 «Про затвердження опису та зразків форменого одягу і відповідних знаків розрізнення осіб рядового і начальницького складу служби цивільного захисту та норм забезпечення форменим одягом». На погонах старшего и среднего начальствующего состава будет использоваться восьмиконечная звезда, сформированная из двух взаимно перпендикулярных рельефных ромбов, звания младшего начальствующего состава и рядовых отображаются с помощью треугольной выпуклой звезды.
Высший начальствующий состав
- генерал службы гражданской защиты
- генерал-полковник службы гражданской защиты
- генерал-лейтенант службы гражданской защиты
- генерал-майор службы гражданской защиты

Старший начальствующий состав
- полковник службы гражданской защиты
- подполковник службы гражданской защиты
- майор службы гражданской защиты

Средний начальствующий состав
- капитан службы гражданской защиты
- старший лейтенант службы гражданской защиты
- лейтенант службы гражданской защиты
- младший лейтенант службы гражданской защиты

Младший начальствующий состав и рядовой состав
- главный мастер-сержант службы гражданской защиты
- мастер-сержант службы гражданской защиты
- сержант службы гражданской защиты
- рядовой службы гражданской защиты

Законом Украины от 24 июня 2004 г. № 1859-IV «О правовых основах гражданской защиты» (утратил силу на основании Кодекса гражданской защиты Украины от 2 октября 2012 г. № 5403-VI) установлены специальные звания лиц, которые состоят на службе в органах и подразделениях гражданской защиты:
Высший начальствующий состав
- генерал службы гражданской защиты Украины
- генерал-полковник службы гражданской защиты
- генерал-лейтенант службы гражданской защиты
- генерал-майор службы гражданской защиты

Старший начальствующий состав
- полковник службы гражданской защиты
- подполковник службы гражданской защиты
- майор службы гражданской защиты

Средний начальствующий состав
- капитан службы гражданской защиты
- старший лейтенант службы гражданской защиты
- лейтенант службы гражданской защиты
- младший лейтенант службы гражданской защиты

Младший начальствующий состав
- старший прапорщик службы гражданской защиты
- прапорщик службы гражданской защиты
- старшина службы гражданской защиты
- старший сержант службы гражданской защиты
- сержант службы гражданской защиты
- младший сержант службы гражданской защиты

Рядовой состав
- рядовой службы гражданской защиты

Высший начальствующий состав
- генерал службы гражданской защиты генерал службы гражданской защиты Украины[21]
- генерал-полковник службы гражданской защиты
- генерал-лейтенант службы гражданской защиты
- генерал-майор службы гражданской защиты

Старший начальствующий состав
- полковник службы гражданской защиты
- подполковник службы гражданской защиты
- майор службы гражданской защиты

Средний начальствующий состав
- капитан службы гражданской защиты
- старший лейтенант службы гражданской защиты
- лейтенант службы гражданской защиты
- младший лейтенант службы гражданской защиты

Младший начальствующий состав
- старший прапорщик службы гражданской защиты
- прапорщик службы гражданской защиты
- старшина службы гражданской защиты
- старший сержант службы гражданской защиты
- сержант службы гражданской защиты
- младший сержант службы гражданской защиты

Рядовой состав
- рядовой службы гражданской защиты

| Погон |         |                   |                   |               |           |              |       |         |                   |           |                   |                   |           |          |                 |         |                 |         |
| Ранг  | Генерал | Генерал-полковник | Генерал-лейтенант | Генерал-майор | Полковник | Подполковник | Майор | Капитан | Старший лейтенант | Лейтенант | Младший лейтенант | Старший прапорщик | Прапорщик | Старшина | Старший сержант | Сержант | Младший сержант | Рядовой |

### Государственная служба специальной связи и защиты информации
Законом Украины от 23 февраля 2006 г. № 3475-IV «О Государственной службе специальной связи и защиты информации Украины» установлены специальные звания лиц рядового и начальствующего состава Государственной службы специальной связи и защиты информации Украины:
Высший начальствующий состав
- генерал-лейтенант Государственной службы специальной связи и защиты информации Украины
- генерал-майор Государственной службы специальной связи и защиты информации Украины

Старший начальствующий состав
- полковник Государственной службы специальной связи и защиты информации Украины
- подполковник Государственной службы специальной связи и защиты информации Украины
- майор Государственной службы специальной связи и защиты информации Украины

Средний начальствующий состав
- капитан Государственной службы специальной связи и защиты информации Украины
- старший лейтенант Государственной службы специальной связи и защиты информации Украины
- лейтенант Государственной службы специальной связи и защиты информации Украины
- младший лейтенант Государственной службы специальной связи и защиты информации Украины

Младший начальствующий состав
- старший прапорщик Государственной службы специальной связи и защиты информации Украины
- прапорщик Государственной службы специальной связи и защиты информации Украины
- сержант Государственной службы специальной связи и защиты информации Украины

Рядовой состав
- рядовой Государственной службы специальной связи и защиты информации Украины

Законом Украины от 15 января 2009 г. № 879-VI «О внесении изменений в некоторые законы Украины относительно деятельности Государственной службы специальной связи и защиты информации Украины» установлено, что к специальным званиям лиц среднего и старшего начальствующего состава Государственной службы специальной связи и защиты информации Украины, которые имеют высшее медицинское или юридическое образование и занимают соответствующие штатные должности, после слов «младший лейтенант», «лейтенант», «старший лейтенант», «капитан», «майор», «подполковник», «полковник» добавляются соответственно слова «медицинской службы» или «юстиции».
Законом Украины от 9 апреля 2014 г. № 1194-VII "О внесении изменений в Закон Украины «О Государственной службе специальной связи и защиты информации Украины» установлено, что лицам рядового и начальствующего состава Государственной службы специальной связи и защиты информации Украины присваиваются воинские звания.

### Национальное антикоррупционное бюро Украины
Законом Украины от 14 октября 2014 г. № 1698-VII «О Национальном антикоррупционном бюро Украины» установлены специальные звания лиц начальствующего состава НАБ Украины:
Высший начальствующий состав
- генерал-майор Национального антикоррупционного бюро Украины

Старший начальствующий состав
- полковник Национального антикоррупционного бюро Украины
- подполковник Национального антикоррупционного бюро Украины
- майор Национального антикоррупционного бюро Украины

Средний начальствующий состав
- капитан Национального антикоррупционного бюро Украины
- старший лейтенант Национального антикоррупционного бюро Украины
- лейтенант Национального антикоррупционного бюро Украины

Законом Украины от 12 февраля 2015 г. № 198-VIII «О внесении изменений в некоторые законодательные акты Украины относительно обеспечения деятельности Национального антикоррупционного бюро Украины и Национального агентства по вопросам предупреждения коррупции» специальное звание генерал-майор Национального антикоррупционного бюро Украины было упразднено.
На лиц начальствующего состава НАБУ распространяется действие Положения о порядке прохождения службы в органах внутренних дел и Дисциплинарный устав органов внутренних дел Украины.

### Служба судебной охраны
Законом Украины от 12 июля 2018 г. № 2509-VIII "О внесении изменений в Закон Украины «О судоустройстве и статусе судей» в связи с принятием Закона Украины «О Высшем антикоррупционном суде» установлены специальные звания сотрудников Службы судебной охраны:
Высший состав
- генерал Службы судебной охраны

Средний состав
- полковник Службы судебной охраны
- подполковник Службы судебной охраны
- майор Службы судебной охраны
- капитан Службы судебной охраны
- старший лейтенант Службы судебной охраны
- лейтенант Службы судебной охраны
- младший лейтенант Службы судебной охраны

Младший состав
- старший сержант Службы судебной охраны
- сержант Службы судебной охраны
- капрал Службы судебной охраны
- рядовой Службы судебной охраны

### Государственное бюро расследований
Законом Украины от 16 мая 2019 г. № 2720-VIII «о внесении изменений в некоторые законы Украины относительно усовершенствования деятельности Государственного бюро расследований» установлены специальные звания лиц рядового и начальствующего состава Государственного бюро расследований:
Высший начальствующий состав
- генерал-майор Государственного бюро расследований

Старший начальствующий состав
- полковник Государственного бюро расследований
- подполковник Государственного бюро расследований
- майор Государственного бюро расследований

Средний начальствующий состав
- капитан Государственного бюро расследований
- старший лейтенант Государственного бюро расследований
- лейтенант Государственного бюро расследований
- младший лейтенант Государственного бюро расследований

Младший начальствующий состав
- старший сержант Государственного бюро расследований
- сержант Государственного бюро расследований
- капрал Государственного бюро расследований

Рядовой состав
- рядовой Государственного бюро расследований